# リチャード・ヴァーサル
リチャード・リー・ヴァーサル（Richard Lee Versalle、1932年12月3日 - 1996年1月5日）はアメリカの声楽家（テノール）、オペラ歌手。 

## 生涯
ヴァーサルはミシガン州のマスキーゴン生まれ。アメリカ海軍の潜水艦支隊に従軍した後、実業家として働きながら声楽の勉強をした。当初はコンサートやオラトリオの歌手として教会で歌っており、オペラの舞台にデビューしたのは45歳で、シカゴ・リリック・オペラのワーグナー『ニュルンベルクのマイスタージンガー』アウグスティン・モーザーを歌った時という異色の経歴である。ヴェルディ『オテロ』タイトルロール、ベートーヴェン『フィデリオ』フロレスタン、ワーグナー『トリスタンとイゾルデ』トリスタン、そして特にワーグナー『タンホイザー』タイトルロールを得意とする。1985年7月、バイロイト祝祭劇場の『タンホイザー』の初日、主演予定だったルネ・コロが本番45分前に出演をキャンセル。代役としてバイロイトデビューを飾った。以後1986年、1987年、1989年にバイロイトで再演、ジェノヴァ、東京、ボン、メトロポリタン・オペラで歌った。1987年にはウィーン国立歌劇場に『タンホイザー』と『トリスタンとイゾルデ』で出演している。 
ヴァーサルは1978年12月8日にメトロポリタン・オペラでデビューし、ヴェルディ『アイーダ』使者のマイナーな役割を歌った。 その後、1981年にザールブリュッケンオペラハウスでヴェルディ『オテロ』としてヨーロッパでデビューし、主にヨーロッパで歌った。ザールブリュッケンでは、ブリテン『ピーター・グライムス』タイトルロール、ワーグナー『ワルキューレ』（1988年）ジークムントを歌った。1992年には再びメトに戻り、『タンホイザー』を歌った。1995年には、ジョン・デクスター『マハゴニーの街の興亡』ジェイコブ・シュミットを歌った。 
1996年1月5日、ヴァーサルは、ヤナーチェク『マクロプロス事件』のメトロポリタン・オペラの初演で、英語訳で歌われたVítek（法律家の書記官）役を歌っていた。20フィート（6メートル）のはしごの途中で「あなたはただ長く生きることしかできない」と歌った後、彼は心臓発作を起こし、ステージに落ちた。 演奏は中止され、最終的にキャンセルされた。ヴァーサルはセント・ルークス・ルーズベルト病院に運ばれ、到着時には死亡が宣告された。彼の死はその日の夕方に報道された。 
ヴァーサルは二度結婚している。最初の結婚では4人の子供が生まれ、そのうちの1人はエイズで亡くなった。二度目の妻（旧姓アレクシス・ダーデン）との間には娘のテスがいた。彼の未亡人と残された4人の子供たちは彼の後を継いだ。 

## 日本での公演
- 1988年2月12、15日 二期会 ワーグナー『タンホイザー』タイトルロール 東京文化会館
- 1989年9月3、6、9、12日 バイロイト音楽祭日本公演 ワーグナー『タンホイザー』タイトルロール Bunkamura オーチャードホール（落成記念）

## 録音
- マーラー：交響曲第8番 – ロンドン・フィルハーモニー管弦楽団と合唱団、 クラウス・テンシュテット（指揮）レーベル：EMI CD
- ワーグナー：タンホイザー – バイロイト祝祭オーケストラと合唱団、 ジュゼッペ・シノーポリ（指揮）レーベル：Euroarts DVD
- ワーグナー：トリスタンとイゾルデ – テアトロ・レアル・マドリードオーケストラと合唱団、ペーター・シュナイダー（指揮）レーベル：Fiori CD